# 辻本貴則
辻󠄀本 貴則（つじもと たかのり、1971年〈昭和46年〉8月30日 - ）は、日本の映画監督（辻󠄀は一点しんにょう）。大阪府出身。

## 人物・略歴
歯科技工士としての生活の傍ら、1998年に自主映画製作チーム“T3AAエンターテイメント”を結成。3作品を発表し、数々の賞を受賞する。
第6回ガン・アクション・ムービー・コンペティションでの受賞にて、同賞審査員である押井守・きうちかずひろ・大川俊道により才能を高く評価され、3氏の企画によるオムニバス映画作品『KILLERS キラーズ』の1作『PERFECT PARTNER』で商業映画監督デビューを果たす。
幼少期は繰り返し再放送されていた特撮テレビドラマ『ウルトラマン』『ウルトラセブン』『帰ってきたウルトラマン』に夢中であった。
愛犬家であり、『ウルトラマンX』の担当回では登場する怪獣の顔を愛犬に似せたり、怪獣に愛犬の名前を付けるなどしている。

## 監督作品

### 映画
- ONE GUN STORY（監督・脚本／1998年 ※自主制作）
- ブレイズ〜欲望の果て〜（監督／2000年 ※自主制作）
- よろしく5人（監督・脚本／2001年 ※自主制作）
- 抱腹絶闘〜FRYING GIRLS〜（監督／2002年 ※河田秀二と共同監督）
- KILLERS キラーズ／PERFECT PARTNER（監督・脚本／2003年）
- 真・女立喰師列伝／荒野の弐挺拳銃・バーボンのミキ（監督・脚本／2007年）主演：水野美紀
- ハード・リベンジ、ミリー（監督・脚本／2008年）主演：水野美紀
- 斬〜KILL〜／キリコ（監督・脚本／2008年）主演：森田彩華
- ハード・リベンジ、ミリー：ブラッディバトル（監督・脚本／2009年）主演：水野美紀
- レッド・ティアーズ（監督・脚本／2011年）出演：加藤夏希、石垣佑磨、倉田保昭
- BUSHIDO MAN：ブシドーマン（監督・脚本／2013年）主演：虎牙光揮
- Dear Girl ～Stories～ THE MOVIE2 ACE OF ASIA（アクションパート監督／2014年）出演：神谷浩史、小野大輔
- THE NEXT GENERATION パトレイバー（監督／2014年 ※エピソード2、4、8）主演：真野恵里菜
- THE NEXT GENERATION パトレイバー 首都決戦（2ndユニット監督／2015年）主演：筧利夫
- バイオハザード: ヴェンデッタ（監督／2017年 ※フルCG長編アニメーション）
- 映画『ヒプノシスマイク-Division Rap Battle-』（監督／2025年 ※長編アニメーション）
- ウルトラマンアーク THE MOVIE 超次元大決戦！光と闇のアーク（監督／2025年）主演：戸塚有輝[5]

### テレビドラマ
- ウルトラゾーン／ウルトラゾーンチャンネル（監督・脚本／2012年 ※第18話、第20話、第22話）
- ウルトラマンX（監督／2015年 ※第6話、第7話、第17話、第18話）
- HiGH&LOW Season2 （監督／2016年 ※エピソード4、7、8）
- キャバすか学園 （監督／2016年 ※第4話、第5話、第9話、第10話）
- コードネームミラージュ（監督／2017年 ※Episode11、12、13、14、18、19、20）
- ウルトラマンR/B（監督／2018年 ※第8話、第9話、第16話、第17話）
- ウルトラマンタイガ（監督／2019年 ※第11話、第12話、第18話、第19話、第22話、第23話）
- ウルトラマンZ（監督／2020年 ※第4話、第5話、第18話、第19話）[6]
- 超速パラヒーロー ガンディーン（演出／2021年 ※全3話）[7]
- ウルトラマントリガー NEW GENERATION TIGA（監督／2021年 ※第9話、第10話、第20話、第21話、第22話）
- ウルトラマンデッカー（監督／2022年 ※第4話、第5話、第6話、第22話、第23話）[8]
- ウルトラマンブレーザー（監督／2023年 ※第4話、第5話、第6話、第16話、第17話）[9]
- ウルトラマンアーク（メイン監督／2024年）[10]

### アニメーション
- モンストアニメ「アーサー 騎士王の覚醒」（監督／2019年）
- モンストアニメ「ノア 方舟の救世主」（監督／2019年）
- モンストアニメ「エンド・オブ・ザ・ワールド」（監督／2019年）

### オリジナルビデオ
- 斬人 KIRIHITO（監督／2005年）主演：竹内力

### ゲーム
- アルスラーン戦記×無双（オープニングムービー監督／2015年）
- WILD HEARTS（イベントシーン監督／2023年）

## 参加作品
- IZO（メイキング 撮影／2004年）
- 姑獲鳥の夏（メイキング 編集／2005年）
- いぬのえいが（メイキング 編集／2005年）
- 夕映え少女（メイキング 撮影・編集／2008年）
- Quantum Theory（PV制作／2009年）※ゲーム
- ウルトラゾーン／ウルトラゾーンチャンネル（VFX／2012年）
- ウルトラ怪獣御殿（Webムービー）（VFX／2012年）
- でんぱコネクション（テレビ番組／VFX・ナレーション／2012年）
- The Profane Exhibit ～The Hell Chef～（VFX／2013年）
- Bad Butt  悪魔の臀部（VFX／2012年）※Webムービー
- ABC・オブ・デス／Fart（編集／2012年）
- 百年の時計（CGIディレクター／2012年）
- 復讐霊 呪殺動画（監修／2013年）
- ブレイクブレイド TV EDITION（PV・CM制作／2013年）
- 復讐霊 呪殺動画2（監修／2014年）
- 復讐霊 呪殺動画3（監修／2014年）
- 復讐霊 呪殺動画4（監修／2015年）
- ランチのアッコちゃん（CG制作／2015年）
- 忍者狩り（VFX／2015年）
- ソレダケ / that's it（VFX／2015年）
- ウルトラマンX 第21話（出演／2015年）[2]
- 怪獣酒場 カンパーイ!（声の出演／2016年）
- ウルトラマンタイガ 第19話（ゴロサンダーの声／2019年）
- ウルトラマンZ 第18話（ケムール人の声／2020年）[11]